# 比格萊夫爾 (密西西比州)
比格萊夫爾（英語：Big Level）是位於美國密西西比州斯通縣的非建制地區。

## 地理
比格萊夫爾所處的海拔為高於海平面55米（即180英呎），而該地所採用的時區為UTC-6，即北美中部時區（CST）。同時該地設有夏令時間，為UTC-6調快一小時，即UTC-5（CDT）。